# Кармен, Фил
Фил Кармен (наст. имя Герберт Хофман, родился 14 февраля 1953, Монреаль, Квебек, Канада) — швейцарский музыкант и продюсер канадского происхождения.

## Ранняя карьера
Фил рос во Франкфурте-на-Майне в Германии и в Люцерне, Швейцария. В Люцерне он учился в консерватории, а позже изучил и бухгалтерию. В 1975 году он решает посвятить себя музыке. Вместе с бас-гитаристом Майком Томпсоном (Марсель Галуззи), он создаёт дуэт Carmen & Thompson, исполняющий музыку кантри. Сингл «Time Moves On» достиг 31-го места итальянского чарта в 1980 году, а в 1981 году они выступили на Фестивале в Сан-Ремо, исполнив песню «Follow Me».

## Соло-карьера
В 1982 году Фил Кармен в Штайне-на-Рейне, Швейцария, создаёт лейбл Picar Studios, и записывает два сольных альбома, которые были мало известны до 1985 года, когда его хит с LP «Walkin' the Dog» достиг третьего места швейцарского хит-парада.Сингл «On My Way to LA» стал наиболее успешным, и летом 1985 года достиг 18-го места в Германии и 9-го в Швейцарии. Этот сингл был также использован в телевизионном сериале «Wild West» в 1988 году. Его альбом «Wise Monkeys», 1986 года, вышел на первое место швейцарских чартов, сингл с которого «Moonshine Still» достиг 10 места. Его последним успешным сольным альбомом стал «City Walls», 1987 года, который дошёл до 10-го места в Швейцарии. В создании альбома «Live in Montreux» принимали участие: Брайан Югер (орган), Пик Уитерс и Ларри Э.Ван (ударые), Дик Морриссей (саксофон), Стив Дэусон (труба), Стив Эвенс (бас-гитара) и Сабин ван Барен (бэк-вокал).
В 1986 году Фил Кармен создал группу Clover Leaf, игравшую кантри. Альбом 1993 года «Skyline» создавался при участии Дика Морриссея, а также Ричарда Ти. В 1996 году вышел альбом с кавер-версиями песен Боба Дилана «Bob Dylan’s Dream», такой же хороший, как и альбом «Drive», и сборник лучших песен «Cool & Collected: Best of Phil Carmen and Mike Thompson». Позже
вышел концертный альбом «Back from L.A.», в 1999 году, и два сборника лучших песен: «Millennium Collection» в 2002 году и «My Way: Hits & Rarities» в 2007 году.

## Дискография

### Carmen & Thompson

#### Синглы
- 1980 «Time Moves On»
- 1981 «Follow Me»
- 1987 «The Sun Goes Down»

#### Альбом
- 1994 Greatest Hits

### Phil Carmen (соло)

#### Альбомы
- 1982 Phrases, Patterns an' Shades
- 1982 Backfire
- 1985 Walkin' the Dog
- 1986 Wise Monkeys
- 1987 City Walls
- 1987 Live in Montreux
- 1988 Changes
- 1991 Drive
- 1992 The Best of 10 Years 1982—1992, Cool & Collected
- 1993 No Strings Attached
- 1993 Skyline
- 1993 Great Hits (концерт)
- 1994 Back From L.A. Live
- 1995 No sweat
- 1996 Bob Dylan’s Dream
- 1999 Back from L.A. (концерт)

#### Синглы
- 1985 On My Way to L.A.
- 1986 Borderline Down
- 1986 Moonshine Still
- 1987 Workaholic Slave (Maxi Single)
- 1988 God’s Creation
- 1991 Borderline Down
- 1993 One Foot in Heaven
- 1995 No Sweat